# Michael Lin
Michael Lin (Taipei, 6 novembre 1964) è un artista taiwanese che opera principalmente tra Bruxelles e Shanghai.

## Biografia
Nacque a Taipei nel 1964 e crebbe tra Taiwan e gli Stati Uniti.
Nel 1990 si diplomò presso l'Otis Art Institute of Parsons School of Design di Los Angeles, successivamente conseguì il Master of Fine Arts, l'equivalente all'italiano AFAM, presso l'Art Center College of Design di Pasadena nel 1993.
La formazione artistica e le opere realizzate nel primo arco della sua produzione lo collocano nella generazione degli artisti dell'arte relazionale, in seguito tuttavia il suo stile si modificò, acquisendo maggiormente tratti e caratteristiche tipiche dei luoghi nei quali operava e raffigurazioni tradizionali.
Questa sua evoluzione culminò sul finire degli anni novanta con i motivi floreali che hanno iniziato a contraddistinguerlo in modo preciso nel panorama artistico; la nuova inclinazione artistica deriva dall'avvicinamento dell'artista alle arti e tradizioni di Taiwan, alle quali è interessato come una riscoperta delle proprie origini dopo i molti anni trascorsi all'estero.
L'artista si è accostato principalmente stile decorativo locale dell'isola del ricamo dei cuscini e delle stoffe, facendo propri i soggetti ispirati alla flora locale e ai colori mutevoli e molto carichi che assume nelle varie stagioni, influenzati dai cambiamenti climatici.
Lin ha saputo reinterpretare in chiave moderna questo stile tradizionale, mantenendone la sua forte identità, ma applicandolo ad ambienti contemporanei e ad oggetti più quotidiani, sue caratteristiche peculiari i sono colori vivaci e le grandi dimensioni delle proprie opere.

## Opere ed esposizioni
Michael Lin, che lavora principalmente in Belgio e in Cina, ha realizzato mostre ed esposizioni in tutto il mondo.
In particolare Model Home: A Proposition by Michael Lin presso il Rockbund Art Museum di Shanghai e Grind presso il MoMA PS1 in New York sono installazioni permanenti.
Altre mostre di interesse sono state presso il Kunsthalle di Vienna, al Kuntsmuseum di Lucerna, alla Art Gallery di Vancouver.
Tra queste è da ricordare la sua partecipazione nel 2001 alla Biennale di Venezia per il padiglione di Taiwan con l'operaBibliotherapy, successivamente esposta anche alla Biennale Liverpool e alla Biennale di Istanbul nel 2002.
Spring 2003 è stata esposta presso il Palais de Tokyo a Parigi nel 2003 così come Notre Histoire nel 2006.
L'opera The Spectacle of the Everyday ha avuto l'onore di essere rappresentata alla Biennale di Mosca nel 2007 e alla Biennale di Lione nel 2009.
L'installazione If you were to live here è stata esposta presso la Triennale di Auckland nel 2013 e la Triennale California-Pacifico.
Oltre alle opere installate ed esposte presso mostre ed eventi artistici, Lin collabora per l'allestimento di spazi comuni e la decorazione di prodotti di consumo con le grandi aziende, in particolare ha collaborato con Illy per la realizzazione degli servizio di tazzine artistiche per gli anni 2006 e 2008.

## Galleria d'immagini

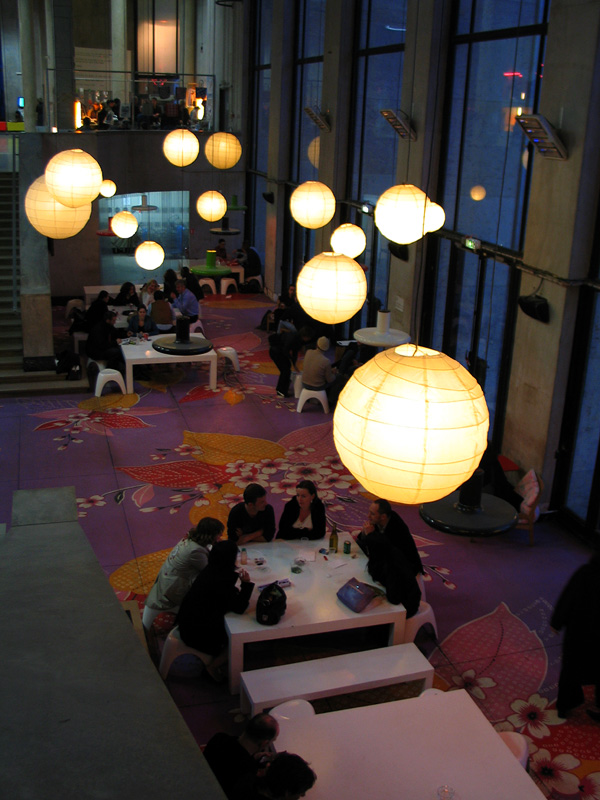
Plais de Tokyo a Parigi con l'allestimento di Michael Lin
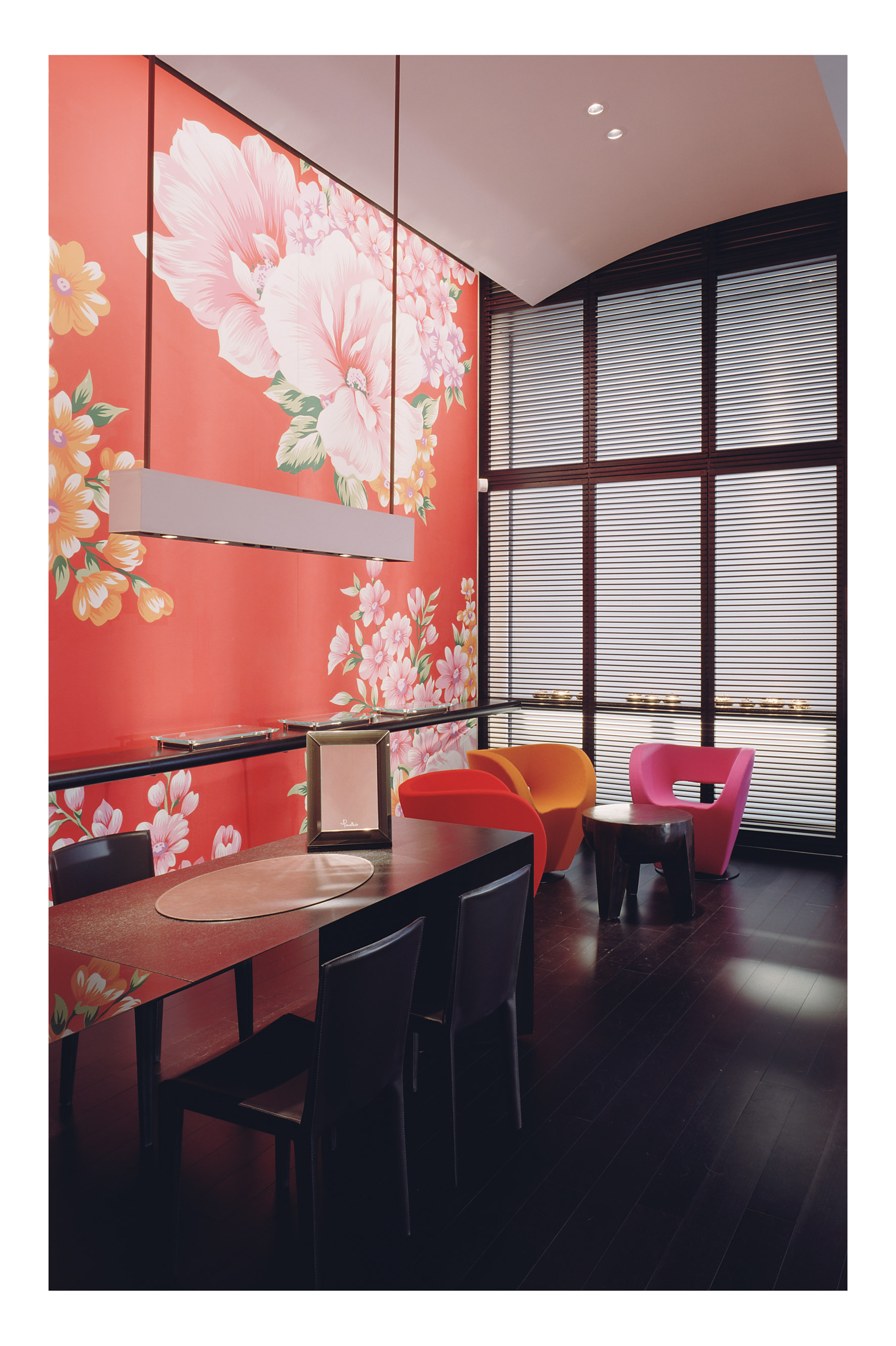
Opera verticale di Michael Lin alla Pomellato Boutique di San Pietro all'Orto